# Partido Socialista Búlgaro
El Partido Socialista Búlgaro (en búlgaro: Българска социалистическа партия, trl. Bâlgarska socialističeska partija) es un partido político de Bulgaria, sucesor del Partido Comunista Búlgaro. Fue formado en 1990, a continuación de la decisión de dicho partido de abandonar el marxismo-leninismo. El PSB es miembro de la Internacional Socialista y tiene su base de poder en las áreas rurales tradicionalmente socialistas. 
En las elecciones parlamentarias de 2001, formó parte de la alianza Coalición por Bulgaria, que obtuvo 48 de las 240 bancas de la Asamblea Nacional (Narodno Sabranie), habiendo recibido la adhesión del 17,1 % del voto popular. El expresidente búlgaro, Georgi Purvanov, es miembro y expresidente del partido.

## Lista de presidentes
- Aleksandar Lilov (1990-1991)
- Zhan Videnov (1991-1996)
- Gueorgui Parvanov (1996-2001)
- Sergéi Stánishev (2001-2014)
- Mijaíl Mikov (2014-2016)
- Kornelia Ninova (2016-)

## Resultados electorales

### Asamblea Nacional de Bulgaria
| Elecciones | Asamblea nacional | Asamblea nacional | Asamblea nacional | Asamblea nacional | Posición             |
| Elecciones | # de votos        | % de votos        | # de de escaños   | +/–               | Posición             |
| ---------- | ----------------- | ----------------- | ----------------- | ----------------- | -------------------- |
| 1990       | 2.886.363         | 47,15% (#1)       | 211/400           |                   | Gobierno en mayoría  |
| 1991       | 1.836.050         | 33,14% (#2)       | 106/240           | 105               | Oposición            |
| 1994       | 2.262.943         | 43,50% (#1)       | 125/240           | 19                | Coalición            |
| 1997       | 939.308           | 22,07% (#2)       | 58/240            | 67                | Oposición            |
| 2001       | 783.372           | 17,15% (#3)       | 48/240            | 10                | Oposición            |
| 20051      | 1.129.196         | 30,95% (#1)       | 82/240            | 34                | Coalición            |
| 20091      | 748.114           | 17,70% (#2)       | 40/240            | 42                | Oposición            |
| 20131      | 748.114           | 26,61% (#2)       | 84/240            | 44                | Coalición            |
| 20141      | 505.527           | 15,40% (#2)       | 39/240            | 45                | Oposición            |
| 2017       | 955.490           | 27,19% (#2)       | 80/240            | 41                | Oposición            |
| Abr. 20211 | 480.146           | 14,79% (#3)       | 43/240            | 37                | Repetición electoral |
| Jul. 20211 | 365.695           | 13,22% (#3)       | 36/240            | 7                 | Repetición electoral |
| Nov. 20211 | 267.816           | 10,07% (#4)       | 26/240            | 10                | Coalición            |
| 20221      | 232.947           | 9,30% (#5)        | 25/240            | 1                 | Repetición electoral |
| 20231      | 225.914           | 8,56% (#5)        | 23/240            | 2                 | Oposición            |
| Jun.-20241 | 151.560           | 6,85% (#5)        | 19/240            | 4                 | Repetición electoral |
| Oct.-20241 | 184.403           | 7,32% (#5)        | 20/240            | 1                 | Coalición            |

1Como parte de Coalición por Bulgaria.

### Parlamento Europeo
| Año  | Votos   | %           | Bancas ganadas | +/-         |
| ---- | ------- | ----------- | -------------- | ----------- |
| 2007 | 414.786 | 21,41% (#2) | 5/18           |             |
| 2009 | 476.618 | 18,50% (#2) | 4/17           | 1           |
| 2014 | 424.037 | 18,93% (#2) | 4/17           | Sin cambios |
| 2019 | 474.160 | 24,26% (#2) | 5/17           | 1           |
| 2024 | 141.178 | 7,01% (#5)  | 2/17           | 3           |

### Elecciones presidenciales
|  | 30,44 % |

|  | 47,15 % |

|  | 27,01 % |

|  | 40,87 % |

|  | 36,39 % |

|  | 54,13 % |

|  | 64,05 % |

|  | 75,95 % |

|  | 28,96 % |

|  | 47,42 % |

|  | 25,44 % |

|  | 59,37 % |

|  | 49,42 % |

|  | 66,72 % |

a Candidato independiente, apoyado por el BSP.